# Campionati europei di 470 2009
I Campionati europei di 470 2009 si sono svolti sul lago Traunsee, in Austria, dal 5 al 14 giugno 2009.

## Podi
| Evento        | Oro                                | Argento                             | Bronzo                                          |
| 470 Open      | Croazia Šime Fantela Igor Marenić  | Germania Lucas Zellmer Heiko Seelig | Italia Gabrio Zandonà Edoardo Mancinelli Scotti |
| 470 Femminile | Italia Giulia Conti Giovanna Micol | Spagna Tara Pacheco Berta Betanzos  | Grecia Anthi Economou Olga Tsigaridi            |

## Medagliere
| Posiz. | Nazione  | Oro | Argento | Bronzo | Totale |
| ------ | -------- | --- | ------- | ------ | ------ |
| 1      | Italia   | 1   | 0       | 1      | 2      |
| 2      | Croazia  | 1   | 0       | 0      | 1      |
| 3      | Germania | 0   | 1       | 0      | 1      |
| 3      | Spagna   | 0   | 1       | 0      | 1      |
| 5      | Grecia   | 0   | 0       | 1      | 1      |
| Totale | Totale   | 2   | 2       | 2      | 6      |